# Dworzec Brama Wyżynna
Dworzec Brama Wyżynna (niem. Hohetor Bahnhof), nazywany również Dworcem Pomorskim – drugi dworzec kolejowy w Gdańsku, otwarty w 1867, położony w Śródmieściu, na Starym Mieście. Od 1900 roku na jego miejscu znajduje się dworzec Gdańsk Główny.

## Historia
W 1852 r. do Gdańska – ówcześnie na terytorium Królestwa Prus – dotarła pierwsza linia kolejowa, od strony południowej z Tczewa (początkowo jednotorowa), będąca bocznym odgałęzieniem Pruskiej Kolei Wschodniej łączącej Berlin z Królewcem. Na jej końcu powstała stacja czołowa Gdańsk Brama Nizinna. W 1865 rozpoczęto budowę linii kolejowej od Bramy Oruńskiej do Nowego Portu. Na jej trasie zbudowano dworzec Gdańsk Brama Wyżynna. Jego nazwa wzięła się od położonej nieopodal Bramy Wyżynnej – stacja była zlokalizowana przy fortyfikacjach miejskich, po ich zewnętrznej stronie. Pierwsze pociągi zaczęły jeździć tą linią 1 października 1867.
Kilka lat po otwarciu, w 1870, do dworca doprowadzono tory linii kolejowej do Stargardu (dzisiejsza linia kolejowa nr 202). Wtedy to dworzec ten zaczęto nazywać Dworcem Pomorskim (od potocznej nazwy tej linii – Kolej Pomorska). W pobliżu stacji wybudowano parterowy budynek obsługi podróżnych oraz jednopiętrowy dla obsługi kolejowej. W związku z istnieniem fortyfikacji miejskich, dworzec dostępny był wyłącznie od strony dzisiejszej ulicy 3 Maja. Od 1876 istniało przejście nadziemne, łączące perony z ulicą. Z racji swojego wyglądu było ono nazywane „Trąbą Słonia”. W 1880 obie linie zaczęły być obsługiwane przez Pruską Kolej Wschodnią (Ostbahn).
Od początku rozwój dworca i stacji utrudniało położenie w pobliżu fortyfikacji miejskich. Po zasypaniu fosy, będącej ich częścią, w 1892 rozpoczęto planowanie nowego dworca. W 1894 rozpoczęto jego budowę. Oficjalna nazwa inwestycji brzmiała „Rozbudowa dworca Gdańsk Brama Wyżynna”, a na jej realizację przeznaczono kwotę 5 milionów marek niemieckich. 30 września 1896 zamknięto dotychczasowy dworzec, aby w 1900 otworzyć na jego miejscu dworzec Gdańsk Główny. W czasie jego budowy pasażerów obsługiwał tymczasowy Dworzec Centralny.